# Astragalus miklaschewskii
Astragalus miklaschewskii là một loài thực vật có hoa trong họ Đậu. Loài này được Basilevsk. miêu tả khoa học đầu tiên năm 1924.